# Social Distortion
Social Distortion (občas zkracováno Social D) je americká punková skupina založená roku 1978 v Orange County v Kalifornii. Ve své tvorbě kombinuje punk rock, blues a country; nejčastěji bývá jejich styl označován jako cowpunk. Za dobu svého působení vydali 7 studiových alb, 2 kompilace, 1 živé album a 1 DVD.
Jediným původním členem je frontman Mike Ness, který je zároveň autorem naprosté většiny repertoáru.
Logem kapely je kostlivec s cigaretou a sklenkou na Martini. Často je používán jako transparent během koncertů nebo na obalech alb.

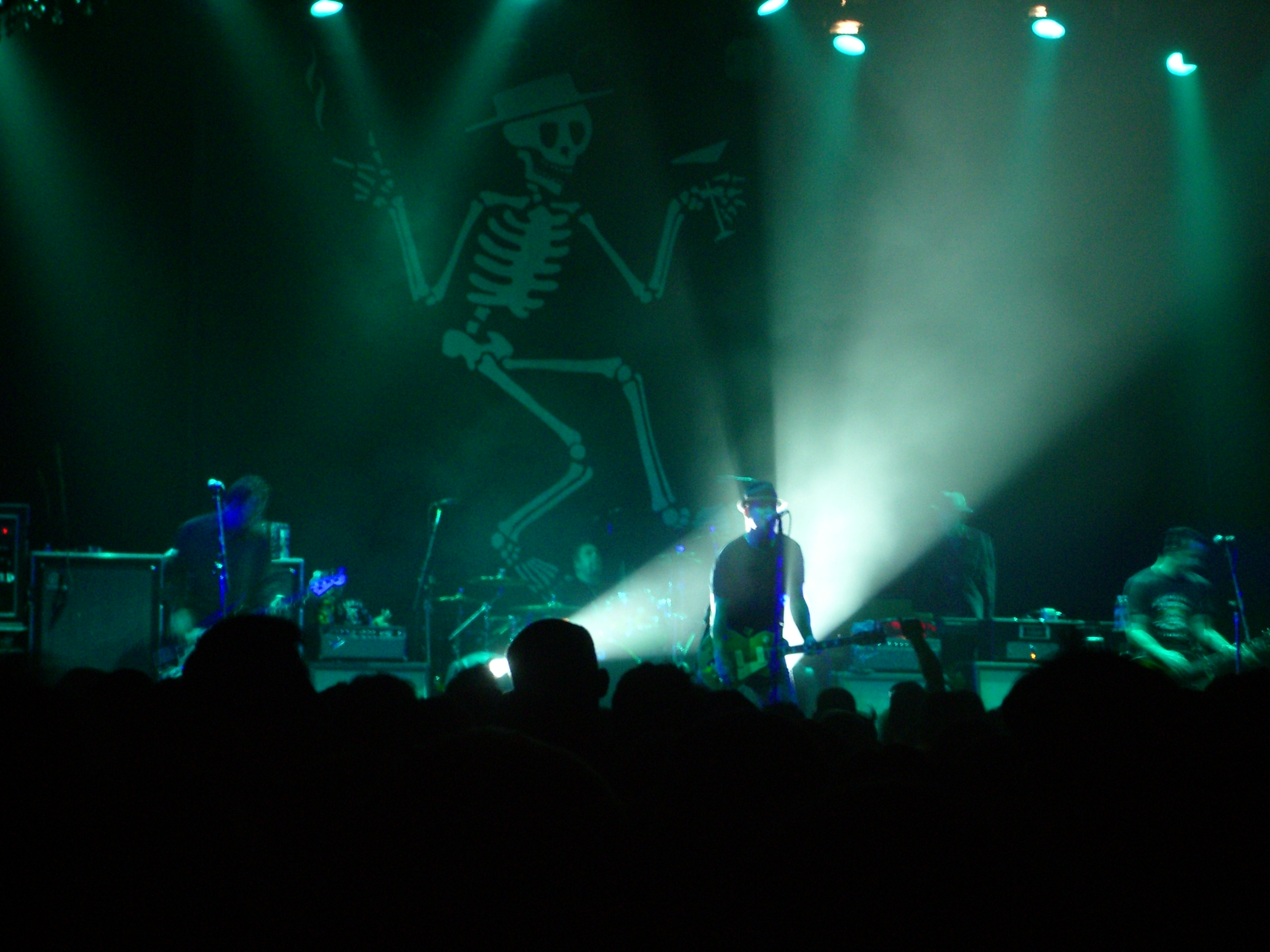
Logo skupiny

## Členové
- Mike Ness – zpěv, elektrická kytara (1978–současnost)
- Jonny Wickersham – elektrická kytara (2000–současnost)
- Brent Harding – basová kytara (2004–současnost)
- David Hidalgo, Jr. – bicí (2010–současnost)

## Diskografie
- 1983: Mommy's Little Monster
- 1988: Prison Bound
- 1990: Social Distortion
- 1992: Somewhere Between Heaven and Hell
- 1995: Mainliner: Wreckage from the Past (Kompilace)
- 1996: White Light, White Heat, White Trash
- 1998: Live at the Roxy (Live)
- 2004: Sex, Love and Rock and Roll
- 2004: Live in Orange County (Live DVD)
- 2007: Greatest Hits (Kompilace)
- 2008: Recordings Between Now And Then (Kompilace)
- 2011: Hard Times and Nursery Rhymes